# Hamadryas obidona
Hamadryas obidona är en fjärilsart som beskrevs av Hans Fruhstorfer 1916. Hamadryas obidona ingår i släktet Hamadryas och familjen praktfjärilar. Inga underarter finns listade i Catalogue of Life.